# Londonderry (grevskap)
Londonderry eller Derry (iriska: Doire eller Contae Dhoire) är ett grevskap i Nordirland. Den viktigaste staden, som tidigare var administrativ huvudort, är Derry. Sedan 1973 har grevskapet inte längre någon administrativ funktion; för detta ändamål ersattes grevskapet av distrikt.
Namnet på staden var från början Derry, men som en gest gentemot gillen från London som deltog i koloniseringen av Ulster, även kallad bosättningen i Ulster, på 1600-talet fick den ett nytt namn. Nordirländska nationalister föredrar det gamla namnet på både byn och grevskapet och i Irland används också formen Derry i officiella sammanhang.
Grevskapet är nyare än de andra på ön, efter att ha blivit upprättat när grevskapet Coleraine blev sammanslaget med delar av Antrim, Donegal samt Tyrone. Orsaken till detta är att stadens myndigheter önskat att få kontroll över området.

## Städer och samhällen
- Arghadowey
- Ballykelly, Bellagy
- Claudy
- Castledawson, Coleraine
- Derry, Desertmartin, Draperstown, Dumananagh
- Dungiven
- Eglinton
- Feeny
- Greysteel
- Garvagh
- Kilrea
- Limavady,
- Maghera, Magherafelt, Moneymore
- Portstewart